# Slim Burna
Gabriel Soprinye Halliday (Essex, Inglaterra, 11 de Abril de 1988), mais conhecido por Slim Burna, é um cantor, rapper e produtor musical nigeriano.

## Biografia

### 1988–2008: Nascimento e início da carreira
Gabriel Soprinye Halliday nasceu em 1988 em Essex. Na idade de dois, ele voltar para a Nigéria com a sua família e cresceu em Port Harcourt.
Crescendo em torno das mulheres, Slim Burna ouvir músicos como Tracy Chapman, Boyz II  Men, Michael Jackson, e Keith Sweat, mas depois caiu no amor com música de 2Pac, Bone Thugs-n-Harmony, DMX, Obie Trice, Eminem, Cypress Hill, Wu-Tang Clan, e Ruff Ryders. No passado, Slim lançou algumas canções como "Whatz ur name", "I like to move it", "Kpasima" e "Highness  Madness".

### 2009-12:Oyoyo,Oya Nae "The Streets Mixtape"
Slim lançou um remix de "Oyoyo" por J. martins em 2009 e um video promocional com aparição de Tha-ibz em dezembro de 2011. Em Maio de 2012, Slim lançou um single intitulada "Oya Na" em conjunto com o rapper M-Trill. Mais tarde, ele colaborou com Uganda cantor Nick Nola para o remix. Também Slim Burna lançou algumas compilações para ajudar a promover o Níger Delta e músicos do South South.

### 2013-presente:I'm On Fire
Em 11 de abril de 2013, Slim Burna lançou seu primeira mixtape, "I'm On Fire".

## Discografia

### Compilações
- 2011 - The Streets Mixtape Vol. 1
- 2011 - The Streets Mixtape Vol. 2
- 2012 - The Streets Mixtape Vol. 3

### Mixtapes
- 2013 - I'm On Fire